# 川瀬賢太郎
川瀬 賢太郎（かわせ けんたろう、1984年12月29日 - ）は日本の指揮者。

## 人物
東京都出身。国分寺市立第一中学校、私立八王子高等学校芸術コース、東京音楽大学音楽学部音楽学科作曲指揮専攻（指揮）卒業。ピアノ及びスコアリーディングを島田玲子、指揮を広上淳一、汐澤安彦、チョン・ミョンフン、アーリル・レンメライトに師事。
2014年から2022年まで神奈川フィルハーモニー管弦楽団 常任指揮者、2018年からオーケストラ・アンサンブル金沢 パーマネント・ゲストコンダクター（2022年からパーマネント・コンダクター）、2019年から名古屋フィルハーモニー交響楽団 正揮者(2023年から音楽監督）、2022年から札幌交響楽団正指揮者
を務める。三重県いなべ市親善大使。
2018年9月にテレビ朝日アナウンサーの松尾由美子と結婚した。

## 来歴
- 2003年　東京音楽大学音楽学部音楽学科作曲指揮専攻(指揮)入学
- 2006年10月　第14回東京国際音楽コンクール（指揮）1位なしの2位（最高位）に入賞[6]
- 2007年　東京音楽大学音楽学部音楽学科作曲指揮専攻（指揮）を卒業
- 2011年　名古屋フィルハーモニー交響楽団指揮者に就任
- 2014年4月　神奈川フィルハーモニー管弦楽団 常任指揮者に就任
- 2015年　第64回神奈川文化賞未来賞受賞
- 2016年　第26回出光音楽賞受賞[7]、第65回横浜文化賞文化・芸術奨励賞受賞
- 2018年9月　オーケストラ・アンサンブル金沢 パーマネント・ゲストコンダクター
- 2019年　文化庁芸術祭新人賞受賞[8]
- 2019年4月　名古屋フィルハーモニー交響楽団 正揮者に就任
- 2022年3月　神奈川フィルハーモニー管弦楽団 常任指揮者を退任
- 2022年4月　札幌交響楽団 正揮者に就任
- 2022年9月　オーケストラ・アンサンブル金沢 パーマネント・コンダクターに就任
- 2023年4月　名古屋フィルハーモニー交響楽団音楽監督に就任